# Diplôme de commerce (Suisse)
En Suisse, on appelait diplôme de commerce le titre qui achevait une formation de degré secondaire II effectuée dans une école de commerce publique et à plein temps reconnue par la Confédération suisse. Ce diplôme pouvait également être octroyé après la réussite d'examens spéciaux organisés par les Cantons pour les élèves d'écoles privées non reconnues par la Confédération. Le titre décerné était équivalent, du point de vue professionnel, au certificat fédéral de capacité (abrégé "CFC") d'employé de commerce. Ce diplôme n'est actuellement plus décerné, à la suite de la révision de la Loi sur la formation professionnelle de 2002. Il a été remplacé dans les années 2010 par le CFC d'employé de commerce, qui peut être complété par une maturité professionnelle. 

## Description
Les écoles de commerce visaient à donner, un cycle d'enseignement de trois ou quatre ans, une culture générale étendue et une formation professionnelle qui préparaient l'élève à l'exercice d'une activité dans une entreprise commerciale, une entreprise assurant des services ou une administration.

## Ecoles délivrant le titre
Le nom de l'école qui délivrait ce diplôme pouvait varier d'un canton à l'autre :
- École supérieure de commerce et de culture générale (Valais) ;
- École de commerce des gymnases vaudois (Vaud) ;
- Ecole Supérieure de Commerce, Centre de formation professionnelle commerce (Genève).

## Légalement
La Loi sur la formation professionnelle de 1978 indiquait que l'élève ayant réussi les examens finaux d'une école de commerce reconnue par la Confédération recevait un « diplôme » et pouvait se dénommer professionnel qualifié (« employé de commerce qualifié ») à l'instar d'un détenteur du CFC d'employé de commerce. La dénomination exacte du diplôme pouvait varier d'un canton à l'autre :
- diplôme de commerce (dénomination usuelle)
- diplôme commercial (Valais)
- diplôme d'études commerciales (Vaud)
- diplôme de fin d'études

La Loi sur la formation professionnelle de 1963 utilisait le terme de "certificat d'examen", avant d'être remplacé par celui de "diplôme" en 1978.
Le CFC d'employé de commerce suisse est classé au niveau 4 du cadre national de certification (CNC), c'est-à-dire au même niveau qu'un baccalauréat professionnel ou qu'un baccalauréat technologique français.